# Cnephalocotes simpliciceps
Espèce
Cnephalocotes simpliciceps est une espèce d'araignées aranéomorphes de la famille des Linyphiidae.

## Distribution
Cette espèce est endémique d'Oahu à Hawaï aux États-Unis,.

## Description
Le mâle holotype mesure 1,8 mm.

## Publication originale
- Simon, 1900 : Arachnida. Fauna Hawaiiensis, or the zoology of the Sandwich Isles: being results of the explorations instituted by the Royal Society of London promoting natural knowledge and the British Association for the Advancement of Science. London, vol. 2, p. 443-519 (texte intégral).